# Попрад (река)
По́прад (словац. Poprad, пол. Poprad) — река в Словакии (Прешовский край) и Польше (Малопольское воеводство). Правый приток реки Дунаец.

## География
Река Попрад берёт начало в Високе-Татри при слиянии ручьёв Hincov potok и Ľadový potok. Течёт на север по исторической области Спиш. Одним из основных притоков верхнего течения является Велицки-Поток, берущий начало северо-западнее озера Велицке-Плесо. Протекает через город Попрад в Словакии, затем течёт по территории Польши. Попрад впадает в Дунаец в районе польского города Новы-Сонч.
Общая длина реки составляет 167 км, из них 100 км река течёт по территории Словакии, 31,1 км вдоль словацко-польской границы и 30,7 км по территории Польши. Площадь водосборного бассейна составляет 1889,2 км² (1594,1 км² в Словакии и 295,1 км² в Польше). Среднегодовой расход воды — 22,3 м³/с. Это единственная река Словакии, относящаяся к бассейну Балтийского моря.